# NEW FACE
『NEW FACE』（ニューフェイス）は、ウルフルズのボーカルであるトータス松本の3枚目のソロアルバム。2012年8月22日発売。

## 解説
- CD2枚組として発売され、初回限定版には特典DVDが付属している。

## 収録曲
Disc 1（TORTOISE SIDE）
1. ロッケンロール
2. 笑ってみ
  - ドラマJOKER 東野圭吾ドラマシリーズ”笑”主題歌
3. チェンジ
4. 好きだと言え
5. プールサイド
6. 大阪のオッサンブギ
7. 知りたーい
8. 東京ニューフェイス
9. 生まれ変わっても

Disc 2（ATSUSHI SIDE）
1. わかってるやろ
2. いつもの道をゆく
  - 日本グッドイヤー「アイスナビ ZEA II」CMソング
3. バババーン
4. あっというまっ!
  - NHK教育テレビ『みいつけた!』エンディング曲
5. ふたりでいたい
6. 無我夢中
  - NHK『ロボコン2012』テーマソング
7. ひとりになればわかること
8. ブランコ
  - TBS系ドラマ『ステップファザー・ステップ』主題歌
9. STARS
  - フジテレビ ロンドンオリンピックテーマソング

DVD（HIKIGATARI SIDE）
- 2011年11月22日にマウントレーニアホール 渋谷プレジャープレジャーで行われた「トータス松本 ひき・がたり!!」ツアーでの模様が収録されている。

1. 明星
2. てんてこまいmy mind
3. あの娘に会いたい
4. すっとばす
5. マイウェイ ハイウェイ